# Human Rights Protection Party
Die Human Rights Protection Party (HRPP, samoanisch Vaega Faaupufai e Puipuia Aia Tatau a Tagata) ist eine politische Partei im Parlament von Samoa. Seit 1982 ist sie die dominierende Partei. Parteichef ist seit 1998 Tuila'epa Sailele Malielegaoi. Bei der Parlamentswahl im April 2021 blieb die HRPP die stimmenstärkste Partei, verlor aber die Mehrheit an Sitzen im Parlament. Die umstrittene Wahl löste eine Verfassungskrise aus, da die Wahl der Oppositionsführerin Naomi Mataʻafa zur neuen Premierministerin von der HRPP nicht anerkannt wurde.

## Geschichte
Vaʻai Kolone und Tofilau Eti Alesana gründete im Mai 1979 gemeinsam die Partei in Opposition zur Regierung von Tufuga Efi (Tupuola Efi). Seit 1982 war sie immer die dominierende Kraft im Parlament bis auf eine kurze Unterbrechung zwischen 1986 und 1987, als interne Differenzen zu einer Koalition zwangen.
Die beiden Gründer, Kolone und Alesana, wurden später jeweils Premierminister von Samoa.
Der ehemalige Premierminister Tuila'epa Sailele Malielegaoi führt die Partei seit 1998.

## Wahlen
Das Fono (Aoao Faitulafono o Samoa, dt. Parlament Samaos) ist das Legislative Organ des Staates Samoa.
| Wahltermin | Stimmenanzahl    | Prozentsatz      | Anzahl der Sitze | Regierung/Opposition |
| ---------- | ---------------- | ---------------- | ---------------- | -------------------- |
| 1982       | 3.482            | 29,3 %           | 24/47            | Regierung            |
| 1985       | 4.698            | 34,5 %           | 32/47            | Regierung            |
| 1988       | 5.017            | 35,9 %           | 23/47            | Regierung            |
| 1991       | 34.262           | 44,8 %           | 27/47            | Regierung            |
| 1996       | 29.353           | 43,5 %           | 24/49            | Regierung            |
| 2001       | 34.262           | 44,8 %           | 23/49            | Regierung            |
| 2006       | Unveröffentlicht | Unveröffentlicht | 35/49            | Regierung            |
| 2011       | 48.771           | 55,6 %           | 29/49            | Regierung            |
| 2016       | 45.816           | 57,3 %           | 35/50            | Regierung            |
| 2021       | 49.237           | 55,4 %           | 25/51            | umstritten           |

## Prinzipien und Programm
Im Juni 2017 verabschiedete das Parlament ein Gesetz, um das Christentum in der Verfassung des Landes stärker zu verankern, unter anderem mit Referenz auf die Trinität. Artikel 1 der Verfassung lautet: „Samoa is a Christian nation founded of God the Father, the Son and the Holy Spirit“ („Samoa ist eine christliche Nation gegründet auf Gott, dem Vater, dem Sohn und dem Heiligen Geist“).
Grant Wyeth schrieb in The Diplomat: „Samoa hat Bezüge auf das Christentum in den Korpus der Verfassung verschoben, wodurch dem Text viel größere Möglichkeit gegeben wurde, in Rechtsprozessen angewendet zu werden“. Schon die Präambel der Verfassung beschreibt das Land als „an independent State based on Christian principles and Samoan custom and traditions“, als „einen unabhängigen Staat basierend auf christlichen Prinzipien und samoanischen Bräuchen und Traditionen“.